# Geret Coyne
Geret Coyne (* 17. Mai 1966 in Cayley) ist ein früherer kanadischer Biathlet und heutiger Biathlontrainer.
Geret Coyne gehörte vier Jahre lang dem kanadischen Nationalkader an, bevor er seine Karriere als Trainer fortsetzte. Als Aktiver nahm er an einer Junioren-Weltmeisterschaft teil und startete in der Saison 1987/88 im Biathlon-Weltcup, qualifizierte sich aber nicht gegen Glenn Rupertus, Ken Karpoff, Charles Plamondon, Paget Stewart und Jamie Kallio für die Spiele im heimischen Calgary. Er ist Inhaber einer Level-4-Trainerlizenz. Seit 1994 gehört er zum kanadischen Trainerstab und war längere Zeit insbesondere für die Frauen zuständig. Seit 2008 ist er kanadischer Cheftrainer. Seit 1992 betreute Coyne Biathleten bei allen Olympischen Winterspielen mit Ausnahme der Spiele in Turin, 2006. 1994 und 2002 wurde Coyne zum kanadischen Biathlontrainer des Jahres gewählt.